# Матюшенко Іван
Іван Матюшенко (нар. 5 січня 1889 в селі на Полтавщині — помер у Західній Німеччині після 1960) — член Катеринославської «Просвіти», у 1920-х — член церковної ради Благовіщенської церкви у Катеринославі, залізничний службовець. Жертва російського окупаційного терору.

## Життєпис
«До 16-ти років, тобто до 1904 року, я жив селянським життям серед степів та садків рідної Полтавщини, засвоюючи собі свідомість і звичаї українського народу», — писав М. в автобіографії «Шлях мого життя».

1899 закінчив народну школу на Полтавщині, 1902 — двокласну міністерську школу. Переїхавши до Катеринослава, в 1904 — 1906 навчається в Січеславському залізничному училищі, де за його визнанням, «поєднувався з спорідненими мені по духу синами українських батьків у гуртки, відокремлюючись від москалів та «малоросів».
З 23 вересня 1907 до 1 грудня 1923 працював на Катерининській залізниці на посадах — рахівника, зав. контори. На залізниці, за його спогадами, познайомився з патріотами-українцями Іваном Трубою, Максимом Ємцем, Іваном Ритовим і керувався порадами Д. І. Яворницького, що його називали «батьком українців Січеславщини». 

«Д. І. Яворницький улаштовував для нас лекції у своєму власному будинку, — згадував Матюшенко, — провадив з нами екскурсії по землях Січеславщини та по порогах Дніпра-Славути і там навчав нас, хто ми є і що ми повинні нести на села України».

У 1911 — 1914 Матюшенко у вільний від праці час грав в українському театрі Олексія Суходольського (1863 — 1936), який у 1898 — 1918 провадив власну трупу. Матюшенко усвідомлював, що через український театр тоді провадилася українська освітня справа.
У 1917 — 1920 Матюшенко виконував різні доручення української громади, навіть військового характеру, хоч сам і не був військовим. З 1921 цілком віддався справі відродження Української Автокефальної Церкви в Січеславі, відвідуючи багато разів у Києві митрополита Василя Липківського, у Бердичеві архієпископа Степана Орлика, в Одесі архієпископа Юрія Жевченка та ін. Також Матюшенко вітав їх у Січеславі, що згодом було записано йому одним із пунктів звинувачення колегією ГПУ.

### Перший арешт і ув'язнення
У грудні 1923 Матюшенка звільнено з його посади на Катерининській залізниці. Комуністичний комісар залізниці, який звільняв його, пояснив, що Матюшенко — не партійний, а ця посада — адміністративна. У 1924 він влаштувався бухгалтером фінансової частини Управління залізниці з допомогою тих українців, які знали напрямок його діяльності. Там працював до часу процесу «Спілки визволення України», тобто до початку 1930. Тоді Матюшенка заарештовано і кинуто до льоху залізничного ГПУ, де його й тримали протягом трьох місяців. Його звинувачували у зв’язках з Благовісником УАПЦ В.М.Чехівським.
У Матюшенка справді були такі зв’язки, бо Чехівський відвідував Січеслав. Але ГПУ не могло розколоти Матюшенка і тому випустило його з ув'язнення.

### Другий арешт, ув'язнення і заслання
На початку 1931 московська «ударна бригада» ГПУ під керівництвом Кішкіна, заступника начальника ГПУ СРСР В. Менжинського, знову заарештувала його й кинула до льоху. 

«Під час допиту мене московським слідчим Глаголєвим, — згадував Матюшенко, — зайшов до слідчої кімнати сам Кішкін і, продивившись мою справу, дав таку «установку» слідчому Глаголеву: «Што с этай свола-чью долга возішся? Ти с нім — раз — раз! — і гатов!» Після такої «установки» мені не давали дванадцять діб спати, чим довели до такого стану, що я підписав протокол зізнання такий, який їм хотілося. Читати й думати над ним я був неспроможний. Постановою колегії ГПУ мене було «засуджено» за ст. 54, п.10 на десять років ув’язнення в далеких таборах (як про це дізналась моя дружина у прокурора для нагляду за органами ГПУ)».

Після півторамісячного перебування у Дніпропетровській в’язниці Матюшенка перевезли 12 квітня 1931 до Харкова, де він побував у двох в’язницях і провів півроку в концтаборі на Журавлівці. На початку 1932 його разом з усіма іншими політв’язнями цього концтабору вивезли в Архангельську область на лісорозробки. Матюшенко працював на річці Яді біля Білого моря. Перебуваючи у лісі, спав на нарах поруч з кубанцем-офіцером. Однієї ночі Архангельське ГПУ забрало Матюшенка й того офіцера до Архангельської в’язниці. Через два тижні ГПУ розстріляло офіцера, а Матюшенка повернуто до концтабору на лісорозробки. Коли Матюшенка разом з іншими політв’язнями цілком використали, тобто зробили з них виснажливою працею фізично немічних людей, а підійшло свіже поповнення до концтабору, — тоді їх випустили «на волю».

### Повернення з концтабору в Україну
Після повернення з концтабору Матюшенку не дозволили жити в Дніпрі та в інших великих містах. Він влаштувався на роботу за фахом у Запоріжжі на залізничному паровозоремонтному заводі. Через місяць його послали «на погодження» в ГПУ. 

«Там замість «погодження» мені було сказано, — згадував Матюшенко, — що залізниця — то є нерв совєтської країни, і таким, як я, «вовкам в овечій шкірі», нема місця на залізницях. Мене протримали два тижні в ГПУ, а потім перевели до Запорізької в’язниці, звідки через два місяці перевели на сільське господарство ГПУ біля Запоріжжя, як в’язня. Слава Богу, що в цей час «єжовщини» я був в’язнем у господарстві ГПУ, — тому, можливо, я й уцілів, бо багатьох моїх співузників було спроваджено туди, звідки жоден з них не повернувся!»

Таким чином, життя Матюшенка протягом останніх тринадцяти років перед Другою світовою війною складалося з ув’язнення в двох льохах ГПУ, трьох концтаборах і п’ятьох в’язницях, частину з чого відбуто на далекій Півночі.
Родина Матюшенка складалася з дружини, сина й доньки. Своїх дітей він виховував так, що не допускав їх до комсомолу й компартії.
Під час ув'язнення Матюшенка його 16-річному синові не дали права навчатися й працювати, а при застосуванні різних тортур запроторили на Урал. 1 листопада 1939 син Матюшенка був розстріляний НКВС в Омську, як непокірний комуні.

### Період Другої світової війни, життя в Німеччині
Під час німецької окупації в 1942 — 1943 Матюшенко працював завідувачем відділу соціального забезпечення в одному з районів Дніпра. З 1944 жив у Німеччині, де працював на тяжкій роботі вантажником. У 1945 опинився в таборі УНРРА в Новому Ульмі, де працював референтом відділу праці. У 1948 українське селянство цього табору делегувало його до Ашаффенбургу на Перші Установчі збори Союзу земель Соборної України — Селянської партії, де його обрано членом Ради цієї організації.
На 2-му і 3-му з’їздах СЗСУ-СП переобирався членом Ради. Брав активну участь в житті й діяльності УАПЦ Соборноправної Київської на чужині.
Був членом Краєвої Ради УАПЦС у Зах. Німеччині й учасником її зборів у 1955 і її краєвого з’їзду в 1954 в Інгольштадті (Зах. Німеччина). Виступав в еміграційній періодиці з цінними спогадами про пережите, про УАПЦ і її чільних ієрархів. У часописі «Церква й життя» (США) друкувалися його автобіографічні нотатки «Шлях мого життя» (Ч. 6. — 1959), «Відродження й життя Української Автокефальної Православної Церкви в Січеславщині» (Ч. 6. — 1960; Ч. 1. — 1961), «Ув’язнення і смерть о. Костя Шарая» (Ч. 2. — 1961), «В.М.Чехівський у Січеславі» (Ч. 4. — 1961) тощо. Уривок зі спогаду про священика Костя Шарая вміщено у виданні: Мартирологія українських церков. — Т. 1. — Українська православна церква. Документи, матеріали, християнський самвидав України. Упорядкували і зредагували Осип Зінкевич і Олександр Воронин. — Торонто-Балти-мор.: Смолоскип., 1987. — С. 469 — 471.

## Праці
- Іван Матюшенко. «Шлях мого життя» (Ч. 6. — 1959), США.
- Іван Матюшенко. «Відродження й життя Української Автокефальної Православної Церкви в Січеславщині» (Ч. 6. — 1960, США.
- Іван Матюшенко. Ч. 1. — 1961), «Ув’язнення і смерть о. Костя Шарая» (Ч. 2. — 1961), США.
- Іван Матюшенко. «В.М.Чехівський у Січеславі» (Ч. 4. — 1961), США.
- Мартирологія українських церков. — Т. 1. — Українська православна церква. Документи, матеріали, християнський самвидав України. Упоряд. і ред. Осип Зінкевич, Олександр Воронин. — Торонто-Балти-мор.: Смолоскип., 1987. — С. 469 — 471.